# Sterner Madison
Allan Sterner Madison, född 7 augusti 1898 i Tossene församling i Göteborgs och Bohus län, död 21 april 1983 i Gustavsbergs församling i Stockholms län, var en svensk präst.
Efter studentexamen i Uppsala 1922 fortsatte Madion med akademiska studier i Uppsala, avlade teologie kandidat-examen 1928 och prästvigdes samma år i Uppsala. Han blev vice pastor och vice komminister i Arbro församling 1929, komminister i Öregrunds och Gräsö församlingar 1930–1941 och därefter kyrkoherde i Djurö pastorat från 1942 till pensioneringen 1965. Sterner Madison var ordförande i skolstyrelsen, biblioteksstyrelsen, kyrkorådet, kyrkostämman, församlingsdelegationen från 1942, ledamot i barnavårdsnämnden från 1942 och kommunfullmäktig från 1943. Madison var också ledamot av Nordstjärneorden.
Sterner Madison var son till handelsmannen Oscar Madison och Hilma Gustafsdotter. Hans bror Barthold Madison var läroverksadjunkt och gift med läromedelsförfattaren Sigrid Madison. Han gifte sig 1929 med Thyra Högström (1907–1976), dotter till stenhuggaren Rudolf Högström och Hilda Sandberg. De fick fyra barn: Göran (1930–1985), Bo (född 1932), Sigrid (född 1934) och Ulf (född 1936).